# Ga Geomdan Sageori
Ga Geomdan Sageori (Tiếng Hàn: 검단사거리역, Hanja: 黔丹四거리驛) là ga tàu điện ngầm của Tàu điện ngầm Incheon tuyến 2 nằm ở Wanggil-dong, Seo-gu, Incheon. Tên phụ của nhà ga là Bệnh viện Đông y Geomdansu.

## Lịch sử
- 5 tháng 10 năm 2015: Tên ga được quyết định là Ga Geomdan Sageori[1]
- 30 tháng 7 năm 2016: Bắt đầu kinh doanh với việc khai trương Tàu điện ngầm Incheon tuyến 2[2]

## Bố trí ga
| Wanggil ↑ |
| \| N/B    |
| ↓ Majeon  |

| Hướng Bắc | ● Incheon tuyến 2 | ← Hướng đi Wanggil · Geomdan Oryu              |
| Hướng Nam | ● Incheon tuyến 2 | → Hướng đi Geomam · Seongnam · Juan · Unyeon → |

## Xung quanh nhà ga
- Ngã tư Geomdan
- Thị trấn ẩm thực Geomdan
- Trung tâm phúc lợi hành chính Geomdan 1-dong
- Bưu điện Geomdan
- Khu vực Geomdan
- Trường tiểu học Incheon Wanggil
- Trường trung học cơ sở Geomdan
- Trường tiểu học Incheon Geumgok
- Nghĩa trang công cộng Geomdan
- Trung tâm người cao tuổi Geomdan

## Hình ảnh

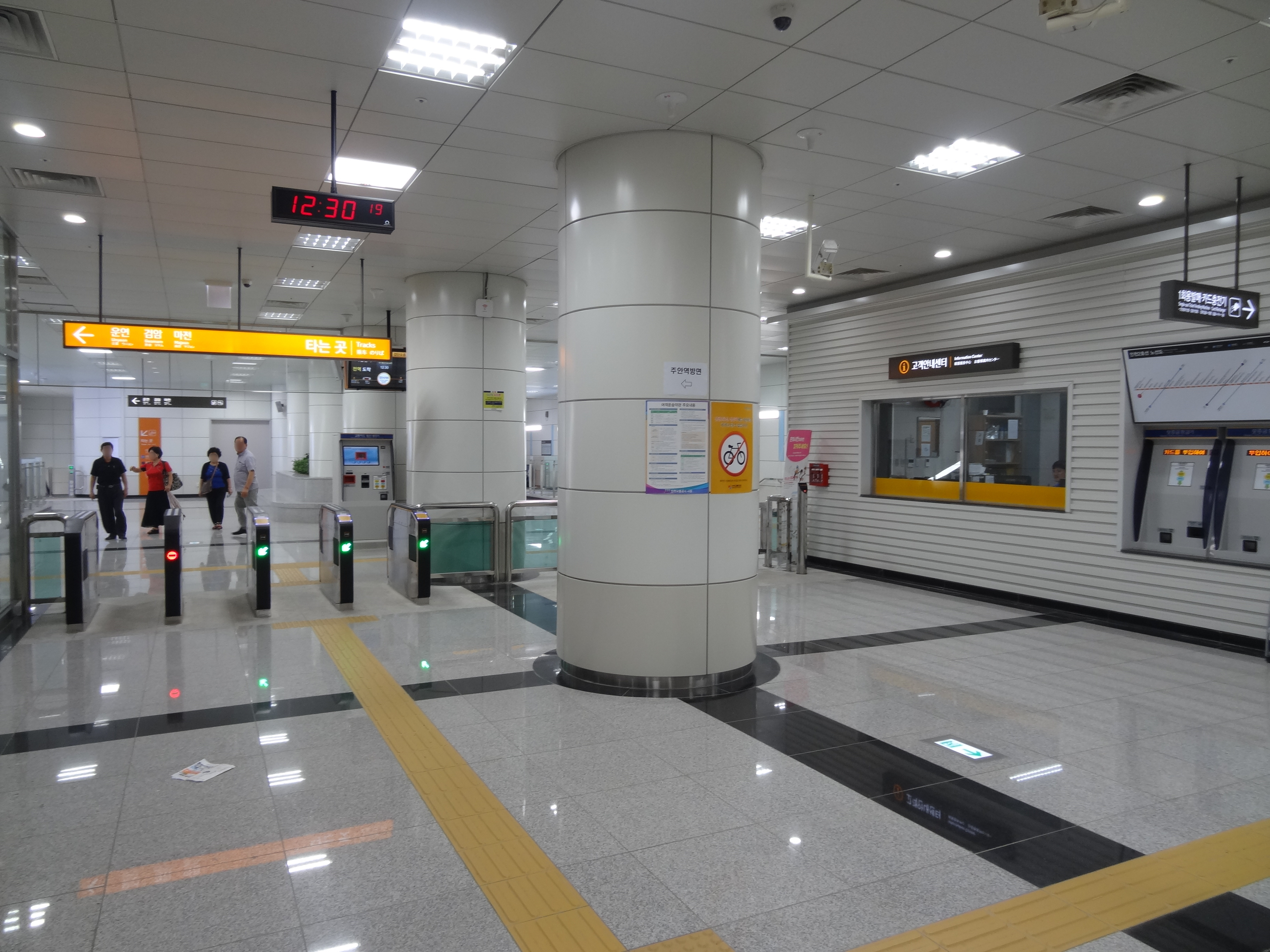
Phòng chờ và cửa soát vé Ga Geomdan Sageori trên Tàu điện ngầm Incheon tuyến 2
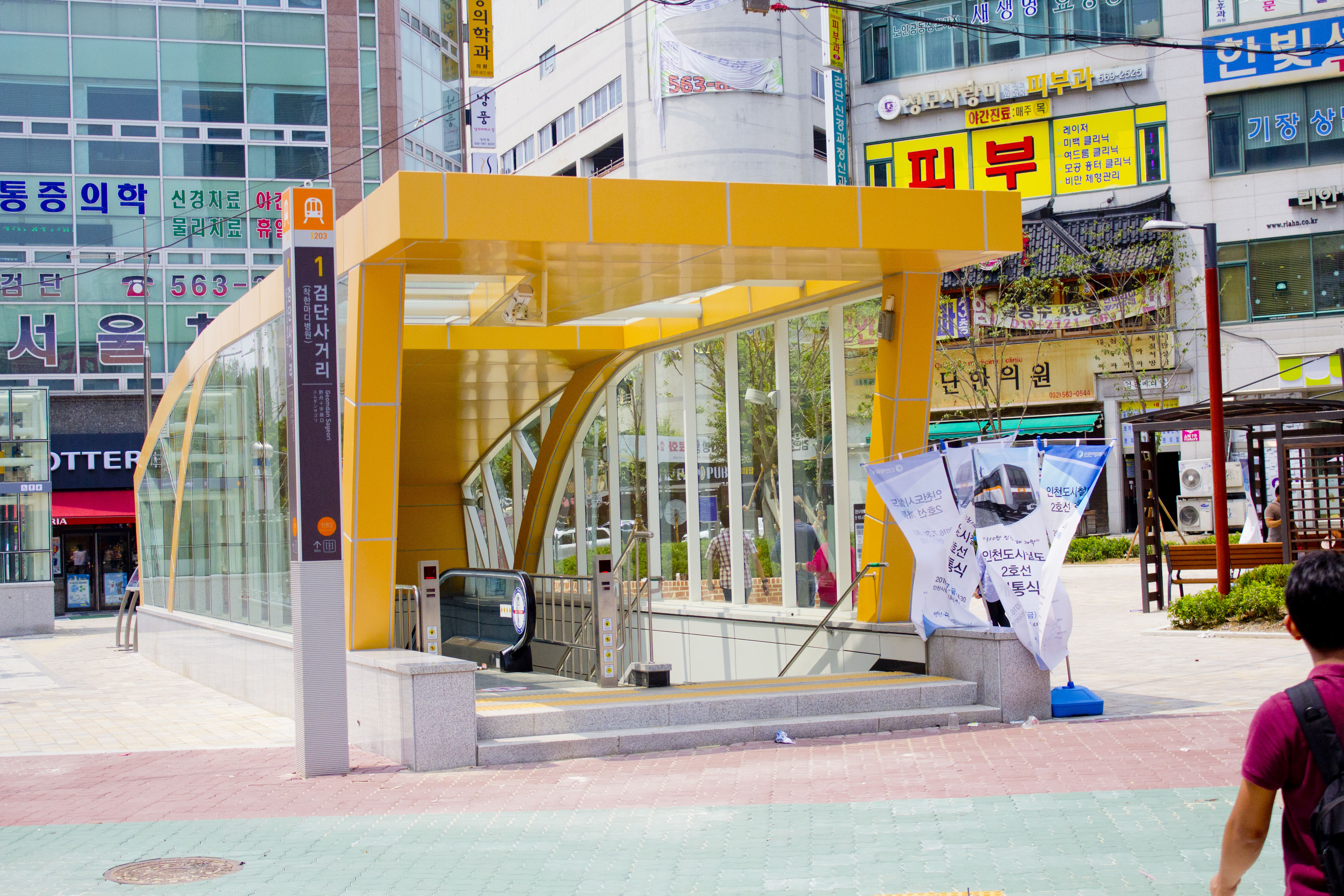
Lối ra 1 Ga Geomdan Sageori trên Tàu điện ngầm Incheon tuyến 2
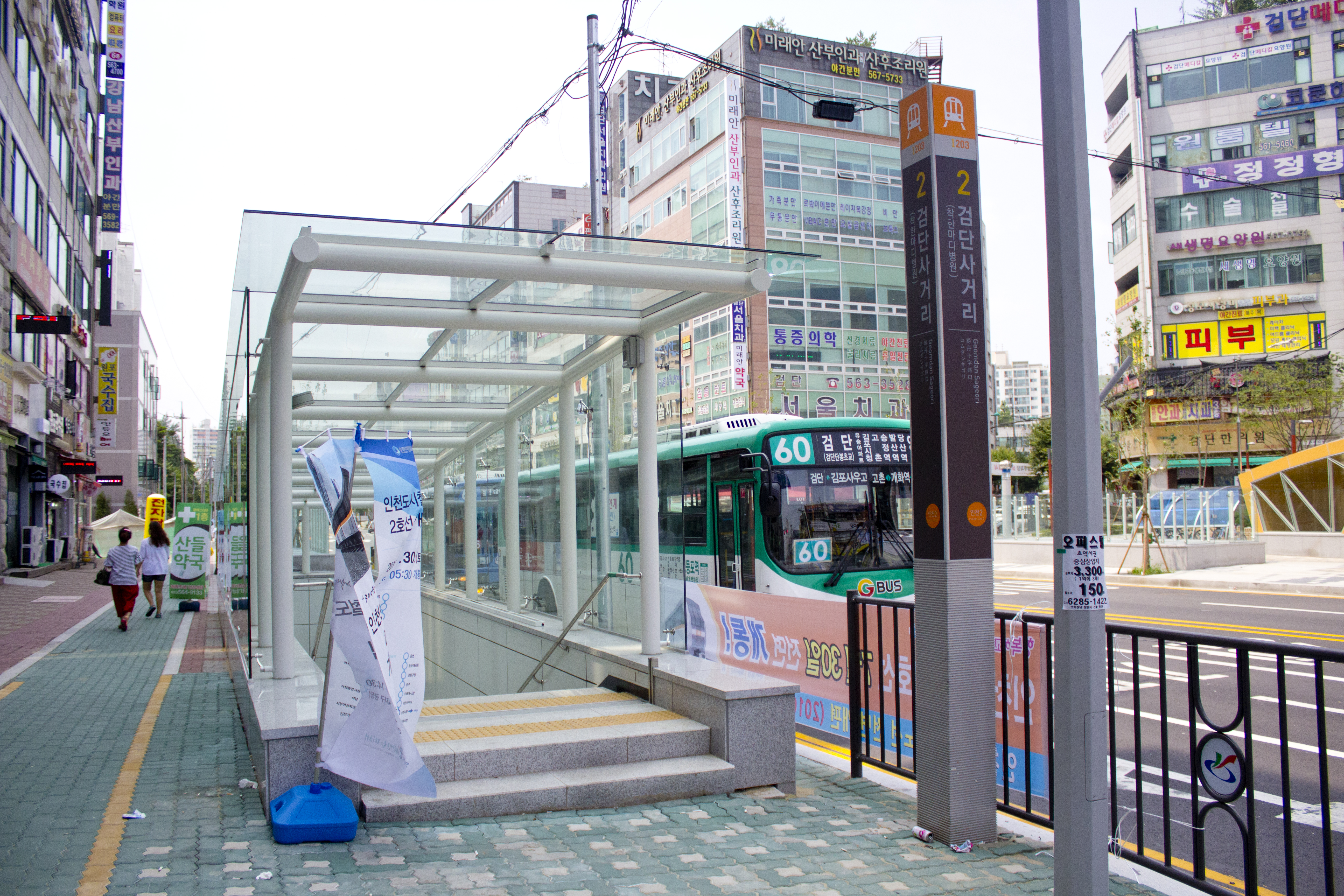
Lối ra 2 Ga Geomdan Sageori trên Tàu điện ngầm Incheon tuyến 2